# 암흑의 거리
암흑의 거리(Lepke)는 미국에서 제작된 메나헴 골란 감독의 1975년 드라마 영화이다. 토니 커티스 등이 주연으로 출연하였고 요람 글로버스 등이 제작에 참여하였다.

## 출연

### 주연
- 토니 커티스
- 안자네트 코머

### 조연
- 잭 애커먼
- 릴리안 애덤스
- 리처드 C. 애덤스
- 조세프 베런즈
- 밀튼 버얼
- 워렌 베링거

## 제작진
- 미술: 빈센트 M. 크레스시먼
- 미술: 잭슨 드 고비아
- 의상: 조디 린 틸렌